# 墨鱼蛋
墨鱼蛋是雌墨鱼的缠卵腺，一只墨鱼共有两个。

## 作用
缠卵腺的作用是在产卵时分泌腺液将墨鱼卵粒缠绕起来粘合在一起，使聚集在一起的墨鱼卵附着在海底的海藻或礁石等相对固定的物体上。

## 大小
墨鱼蛋的大小取决于墨鱼本身的大小，被用为食材的墨鱼蛋大的接近雞蛋，小的与鸽子蛋差不多。

## 烹调
墨鱼蛋味道鲜美，营养丰富，在中国高等菜肴中占有重要的地位。墨鱼蛋从墨鱼身体剥离后，一般会冷冻排列成板状，也可以制成乾品，也可以腌制。墨鱼蛋在中国和日本被视为上等的食材，中国将乾品切成薄片，可以用于烹制墨鱼蛋汤（中国国宴名菜），十分鲜美。在日本，人们喜欢将新鲜的墨鱼蛋直接放在金属网上进行烤制，火候以墨鱼蛋尚未变硬，仍然软糯为宜，同样吃法的还有河豚的精巢。在亚洲以外，比如在西班牙，也有食用墨鱼蛋的习惯。